# 根岸鎮衛
根岸 鎮衛（ねぎし しずもり / やすもり）は、江戸時代中期から後期にかけての旗本。勘定奉行、南町奉行を歴任した。

## 生涯
150俵取りの下級旗本の安生太左衛門定洪の3男として生まれた。江戸時代も中期を過ぎると御家人の資格は金銭で売買されるようになり、売買される御家人の資格を御家人株というが、宝暦8年（1758年）、同じく150俵取りの下級旗本根岸家の当主根岸衛規が30歳で実子も養子もないまま危篤に陥り、定洪は根岸家の御家人株を買収し、子の鎮衛を衛規の末期養子という体裁として、22歳の鎮衛に根岸家の家督を継がせた（御家人株の相場はその家の格式や借金の残高にも左右されるが、一般にかなり高額であるため鎮衛は定洪の実子ではなく、富裕な町家か豪農出身だという説もある）。父も相州若柳村の浪人鈴木藤兵衛相秀の二男で、旗本安生家の御家人株を買収し家督を継いでいた。
鎮衛は、根岸家の家督相続と同時に勘定所の御勘定という中級幕吏となり、頭角をあらわし、5年後の宝暦13年（1763年）には評定所留役（評定所は現在の最高裁判所に相当し、留役はその予審の判事）となり、更に5年後の明和5年（1768年）には勘定組頭、10年後の安永5年（1776年）には42歳にして勘定吟味役につき、布衣を着ることを許される（六位相当）。
勘定吟味役在任時に河川改修、普請工事に才腕を揮った。日光東照宮や禁裏・二条城等の修復、東海道や関東の諸所の川普請などを行ったとされる。
天明3年7月8日（1783年8月5日）の浅間山大噴火（天明大噴火）ののち、8月17日、川越藩から月番の老中へ提出された被害届を元に、幕府は浅間山復興工事の巡検役（検分使）として鎮衛を任命した。一行を率いて8月28日に江戸を立ち、9月2日上州渋川に入り、被災した村々を巡見した。9月28日、武蔵国本庄宿にて川越藩役人らと協議、幕府の救済方針を伝えた。これらの功績などにより翌4年（1784年）に佐渡奉行に昇格し、50俵加増となる。
天明6年（1786年）、天明の大飢饉、天明の打ちこわしなどののち田沼意次が失脚し松平定信が老中首座となるが、鎮衛はこの政変に巻き込まれることはなかった。能吏であることを買われ、定信により天明7年（1787年）7月に勘定奉行に抜擢され、家禄も200俵の蔵米取りから500石取りとなった。更に寛政10年（1798年）には累進し南町奉行となり、文化12年（1815年）まで18年の長年にわたって在職し、死去直前にも加増され、最終的に1000石の旗本となった。在職中の11月4日に死去したが、5日後の11月9日と公表された。
墓所は麻布市兵衛町（現在の東京都港区六本木）の善学寺。また、神奈川県相模原市緑区にも鎮衛の父定洪の生家鈴木家の一族が守る鎮衛の墓石が存在する。

## 人物
下級幕吏出身のくだけた人物で、大岡忠相や遠山景元とはまた違った意味で講談で注目を集め、平岩弓枝の「はやぶさ新八御用帳」シリーズをはじめ、小説・テレビ時代劇で題材とされている。登場する際、「遠山の金さん（遠山景元）」よろしく刺青をしていたとするものがある。
豪傑風で出世が早く上司や庶民から受けの良かった鎮衛の人物像については当時から巷説があった。山田三川の『想古録』には鎮衛の出自は臥煙であるという噂話が記されており、漢学者の塩谷宕陰によれば鎮衛は全身に刺青を入れていたが、役人にはふさわしくないと感じてか人に見られないように注意していたという。
南町奉行在任中に窃盗事件を担当した時、犯人は自白しなかったが証言者や証拠が揃っていたため、自白を決定的な証拠とする公事方御定書に拠らず犯人を死刑とした（察斗詰）。但し、この窃盗事件の対処については、老中から今後は繰り返さないようにとの注意を受けている。文化2年（1805年）に起きた町火消しの鳶職と相撲力士達の乱闘事件（め組の喧嘩）も裁き、張本人だけ厳罰に処して残りを軽罪・無罪とするなど前例に拠らず現実的な対処を重視する姿勢が窺える。
同じく奉行在職中は、被告人の刑を軽くしてくれという請願が度々寄せられたが、鎮衛は町方の世情にも詳しかったため、このような請願を気軽に受けつけてしまっていた。だが法を曲げるわけにもいかないため、鎮衛は「なにせ自分は老人故に、請願内容を忘れてしまうので、その場合は許せ」という手を使っていた、という話が残る。同様に、役人としての推挙・推薦の願いも気軽に受けていたが、決してなにかしらの行動に移すことはなかった。いわく「才能ある人物がちゃんと長年努力すれば自ずと地位は向上するので、自分がなにもしてやる必要はない」。

## 著作
- 『耳袋（耳嚢）』 - 佐渡奉行在任中の天明5年（1785年）頃から亡くなる直前の文化11年（1814年）まで30年以上に亘って書き溜めた世間話の随筆集。同僚や来訪者、古老から聞き取った武士から町人層まで身分を問わず様々な人々についての事柄の珍談・奇談・怪談が記録されている。全10巻1000編の膨大な量に及ぶ[4]。

岩波文庫全3巻、平凡社東洋文庫・平凡社ライブラリー全2巻

## 年譜
- 元文2年（1737年）：誕生
- 宝暦8年（1758年）：根岸家の家督を継ぎ（5月6日）、勘定所御勘定となる（11月18日）
- 宝暦13年（1763年）：評定所留役（2月15日）
- 明和5年（1768年）：勘定組頭（12月24日）
- 安永5年（1776年）：勘定吟味役（11月1日）、布衣着用（12月16日）
- 天明4年（1784年）：佐渡奉行（3月12日）、加増（50俵）、家禄200俵
- 天明7年（1787年）：勘定奉行（7月1日）、加増（300石）、家禄500石、従五位下肥前守叙任（12月18日）
- 天明8年（1788年）：道中奉行を兼任（8月3日）
- 寛政10年（1798年）：南町奉行（11月11日）
- 文化12年（1815年）：加増（500石）、家禄1000石（6月28日）、死去（11月）、享年79

## 子孫
- 鎮衛 - 杢之丞衛粛 - 栄太郎衛恭 - 肥前守衛奮

鎮衛の加増後は旗本として幕末に至った。また衛恭の弟（鎮衛の孫）に後述のテレビ時代劇主人公と同名の求馬という人物がいる。曾孫の衛奮は『柳営補任』の編者でもある。
なお善学寺にあった根岸家の墓所は、明治以後子孫により売却され現存していない。ただ根岸家の先祖代々を弔う碑が2012年に建立された。